# Малобаиково
Малобаиково (баш. Бәләкәй Байыҡ) — деревня в Ишимбайском районе Башкортостана, входит в состав Байгузинского сельсовета.

## История
Выселок деревни Баиково. основанный в XIX веке.

## Население
| 2002 | 2009 | 2010 |
| ---- | ---- | ---- |
| 104  | ↗128 | ↗148 |

## Географическое положение
Протекает река Темерля, где расположено Гидротехническое сооружение.
Расстояние до:
- районного центра (Ишимбай): 11 км,
- центра сельсовета (Кинзебулатово): 5 км,
- ближайшей ж/д станции (Салават): 34 км.

## Улицы
- Животноводов
- Механизаторов
- Молодёжная

## Религия
В деревне есть мечеть.

## Достопримечательности
- Кузьминовский пруд